# Anita Hagen
Pour les articles homonymes, voir Hagen.
Anita Mae Joan Hagen (6 mai 1931-5 juin 2015) est une femme politique canadienne de la Colombie-Britannique. Elle est députée provinciale néo-démocrate de la circonscription britanno-colombienne de New Westminster de 1986 à 1991.

## Biographie
Née à Sydney en Nouvelle-Écosse, Hagen étudie à l'Université Dalhousie et obtient un baccalauréat en art en 1951,. Elle s'établit ensuite à New Westminster et travaille comme enseignante dans une école secondaire de Surrey. Elle siège ensuite au conseil scolaire de 1976 à 1986,. Elle travaille aussi pour la députée fédérale Pauline Jewett, députée de New Westminster—Coquitlam, et comme assistante de Dennis Cocke.
Avec Cocke qui prend sa retraite, Hagen obtient la nomination néo-démocrate. Élue députée de l'opposition, elle est critique de l'opposition en matière d'Éducation et d'Ainés.
Réélue alors que les Néo-démocrates obtiennent le pouvoir en 1991, Hagen est nommé ministre de l'Éducation, ministre responsable du Multicurlturalisme et des Droits humains et vice-première ministre dans le gouvernement de Mike Harcourt. Elle est exclue du cabinet en 1993 et ne se représente pas en 1996.
En 2005, elle milite pour remplacer le scrutin uninominal majoritaire à un tour par un scrutin à vote unique transférable lors du Référendum britanno-colombien sur la réforme du mode de scrutin (en).
Elle meurt d'un cancer à la Vancouver General Hospital (en) en juin 2015,.